# Hinübersches Erbgewölbe

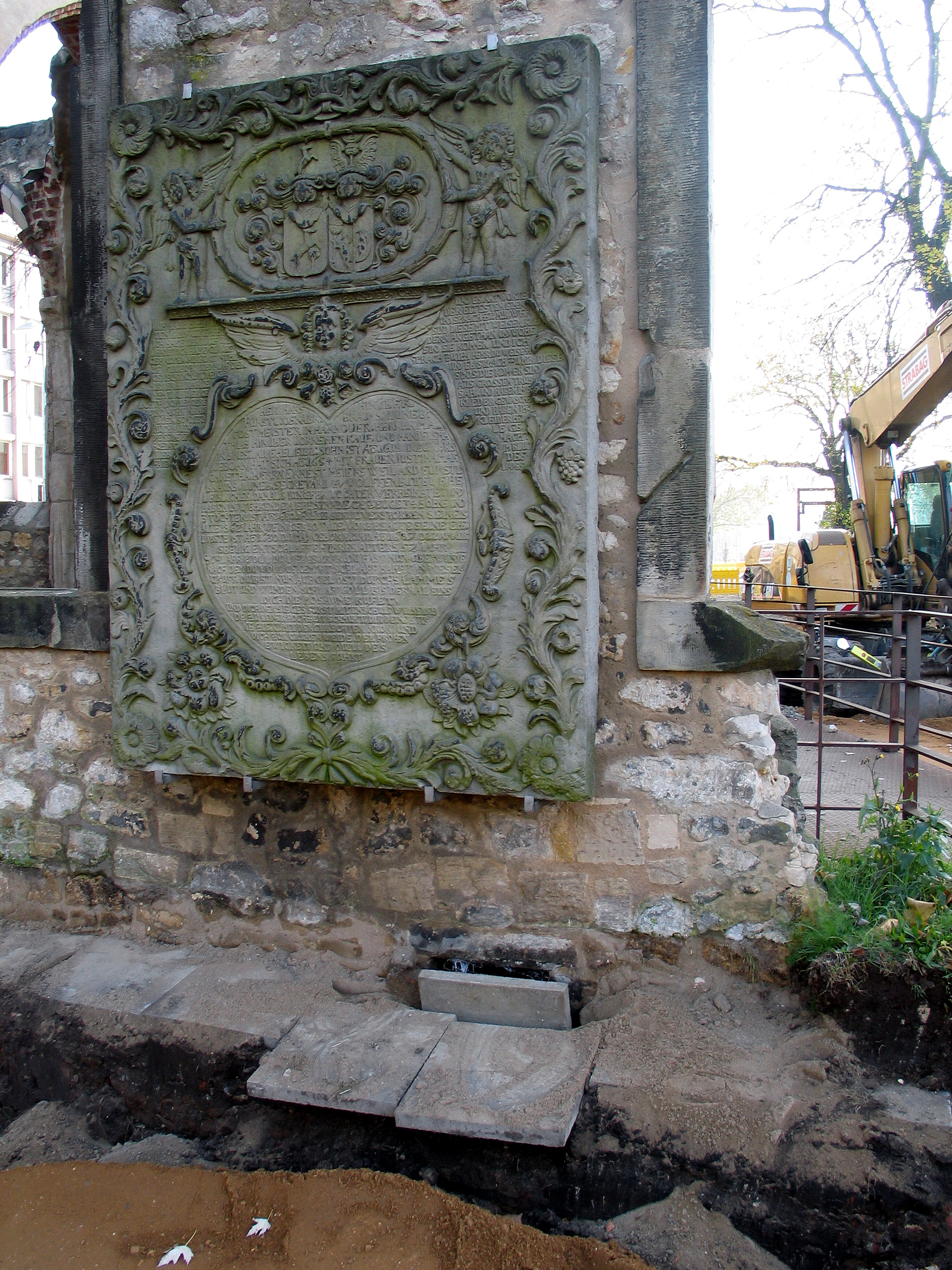
Wandgrabmal für Hans Hinüber und Justina Margaretha Meyer über dem Erbgewölbe an der Nikolaikapelle;
2012 während einer Friedhofs-Ausbaggerung

Das Hinübersche Erbgewölbe auf dem Alten St. Nikolai-Friedhof in Hannover ist ein unter der Nikolaikapelle erbautes Gewölbe. Es diente als – käuflich erworbenes – Erbbegräbnis für Angehörige der 1765 in den Reichsadelstand erhobenen Familie von Hinüber, die neben dem Friedhof an der Goseriede den Hinüberschen Posthof an der Celler Straße 3 bewohnte.
In dem Erbgewölbe wurde unter anderem der kurhannoversche Wegebauintendant und Landwirtschaftsreformer Jobst Anton von Hinüber beigesetzt.
Oberhalb des Gewölbes wurde an der Außenmauer der Kapelle das Wandmal für den Fürstlich Osnabrückischen und Herzoglich Braunschweig-Lüneburgischen Postmeister Hans Hinüber (1618–1680) und dessen Ehefrau Juliane Margaretha angebracht. Er und insbesondere sein Vetter Rütger Hinüber waren die Gründer der ersten Landespost des Herzogtums, aus dem später die Kurfürstlich Hannoversche Staatspost hervorging.
Das Wandmal über dem Erbbegräbnis-Gewölbe ist im Stil des Barock reich verziert. Es zeigt oben das Allianzwappen des Ehepaares;
- das der Familie Hinüber als springende Hirschkuh unter einem Baum
- und das der Familie Meyer als einen am Baum kletternden Ziegenbock, links daneben ein Halbmond.

Zentrales Element des breit-rechteckigen Epitaphs ist die in Herzform gestaltete Tafel mit der Inschrift für die Verstorbenen.